# Rodolfo I di Baden
Rodolfo I di Baden in tedesco: Rudolf I von Baden (1230 – 19 novembre 1288) è stato co-margravio di Baden e della marca di Verona dal 1243 al 1268 (con Ermanno VI di Baden, suo fratello, e Federico I di Baden, suo nipote) e unico margravio di Baden e marchese di Verona dal 1268 al 1288.

## Biografia
Figlio di Ermanno V di Baden e Ermengarda del Reno apparteneva al primo ramo della casa di Baden discendente dal primo ramo della casa di Zähringen.
A causa della situazione finanziaria disastrosa della casa di Eberstein, il conte Ottone d'Eberstein cedette parte del castello di Alt-Eberstein a suo genero e l'altra metà gli fu venduta nel 1283, in questo modo il castello divenne una delle residenze dei margravi di Baden. Rodolfo I è considerato un fondatore di chiese e monasteri. Intorno al 1250 fece costruire Katharinenchor, i cui affreschi divennero famosi. Le sue spoglie riposano nel monastero Lichtenthal.

## Matrimonio
Rodolfo sposò, nel 1257, Cunegonda d'Eberstein (* 1230 - † 1290), figlia di Ottone d'Eberstein.
Essi ebbero otto figli:
- Rodolfo II di Baden (? - † 1295), co-margravio di Baden dal 1288 al 1295;
- Adelaide (? - † 1295), divenuta badessa;
- Cunegonda (? - † 1315), che nel 1293 sposò Rodolfo II di Wertheim (* ? - † 1306);
- Rodolfo III di Baden-Baden (? - † 1332), co-margravio di Baden-Baden dal 1288 al 1332;
- Cunegonda (1265 - † 1310), nel 1281 sposò il conte Federico VI di Zollern (* ? - † 1296, dinastia degli Hohenzollern);
- Ermanno VII di Baden (1266 - † 1291), co-margravio di Baden dal 1288 al 1291;
- Esso di Baden (1268 - † 1297), co-margravio di Baden dal 1288 al 1297;
- Ermengarda (1270 - † 1320), nel 1296 sposò il conte Eberardo I di Württemberg (* ? - † 1325).

## Ascendenza
|                                      |                                        |                                      | Genitori                                       |  |  | Nonni |  |  | Bisnonni                              |  |  | Trisnonni                            |  |
|                                      |                                        |                                      |                                                |  |  |       |  |  | Ermanno III, margravio di Baden-Baden |  |  | Ermanno II, margravio di Baden-Baden |  |
|                                      |                                        |                                      |                                                |  |  |       |  |  | Ermanno III, margravio di Baden-Baden |  |  | Ermanno II, margravio di Baden-Baden |  |
|                                      |                                        | Giuditta di Hohenberg                |                                                |  |  |       |  |  | Ermanno III, margravio di Baden-Baden |  |  |                                      |  |
| Ermanno IV, margravio di Baden-Baden |                                        |                                      |                                                |  |  |       |  |  | Ermanno III, margravio di Baden-Baden |  |  |                                      |  |
|                                      |                                        | Berta di Lorena                      | Simone I, duca di Lorena                       |  |  |       |  |  |                                       |  |  |                                      |  |
|                                      |                                        | Berta di Lorena                      | Simone I, duca di Lorena                       |  |  |       |  |  |                                       |  |  |                                      |  |
|                                      |                                        | Berta di Lorena                      | Adelaide di Lovanio                            |  |  |       |  |  |                                       |  |  |                                      |  |
| Ermanno V, margravio di Baden-Baden  |                                        | Berta di Lorena                      |                                                |  |  |       |  |  |                                       |  |  |                                      |  |
|                                      |                                        | …                                    | …                                              |  |  |       |  |  |                                       |  |  |                                      |  |
|                                      |                                        | …                                    | …                                              |  |  |       |  |  |                                       |  |  |                                      |  |
|                                      |                                        | …                                    | …                                              |  |  |       |  |  |                                       |  |  |                                      |  |
| Berta di Tubinga                     |                                        | …                                    |                                                |  |  |       |  |  |                                       |  |  |                                      |  |
|                                      |                                        | …                                    | …                                              |  |  |       |  |  |                                       |  |  |                                      |  |
|                                      |                                        | …                                    | …                                              |  |  |       |  |  |                                       |  |  |                                      |  |
|                                      |                                        | …                                    | …                                              |  |  |       |  |  |                                       |  |  |                                      |  |
| Rodolfo I, margravio di Baden        |                                        | …                                    |                                                |  |  |       |  |  |                                       |  |  |                                      |  |
|                                      | Enrico XII, duca di Sassonia e Baviera | Enrico X, duca di Baviera e Sassonia |                                                |  |  |       |  |  |                                       |  |  |                                      |  |
|                                      | Enrico XII, duca di Sassonia e Baviera | Enrico X, duca di Baviera e Sassonia |                                                |  |  |       |  |  |                                       |  |  |                                      |  |
|                                      | Enrico XII, duca di Sassonia e Baviera | Gertrude di Supplimburgo             |                                                |  |  |       |  |  |                                       |  |  |                                      |  |
| Enrico V, conte palatino del Reno    | Enrico XII, duca di Sassonia e Baviera |                                      |                                                |  |  |       |  |  |                                       |  |  |                                      |  |
|                                      |                                        | Matilde d'Inghilterra                | Enrico II, re d'Inghilterra                    |  |  |       |  |  |                                       |  |  |                                      |  |
|                                      |                                        | Matilde d'Inghilterra                | Enrico II, re d'Inghilterra                    |  |  |       |  |  |                                       |  |  |                                      |  |
|                                      |                                        | Matilde d'Inghilterra                | Eleonora, duchessa d'Aquitania                 |  |  |       |  |  |                                       |  |  |                                      |  |
| Ermengarda del Reno                  |                                        | Matilde d'Inghilterra                |                                                |  |  |       |  |  |                                       |  |  |                                      |  |
|                                      |                                        | Corrado, conte palatino del Reno     | Federico II, duca di Svevia                    |  |  |       |  |  |                                       |  |  |                                      |  |
|                                      |                                        | Corrado, conte palatino del Reno     | Federico II, duca di Svevia                    |  |  |       |  |  |                                       |  |  |                                      |  |
|                                      |                                        | Corrado, conte palatino del Reno     | Agnese di Saarbrücken                          |  |  |       |  |  |                                       |  |  |                                      |  |
| Agnese di Hohenstaufen               |                                        | Corrado, conte palatino del Reno     |                                                |  |  |       |  |  |                                       |  |  |                                      |  |
|                                      |                                        | Irmengarda di Henneberg              | Bertoldo I di Henneberg, burgravio di Würzburg |  |  |       |  |  |                                       |  |  |                                      |  |
|                                      |                                        | Irmengarda di Henneberg              | Bertoldo I di Henneberg, burgravio di Würzburg |  |  |       |  |  |                                       |  |  |                                      |  |
|                                      |                                        | Irmengarda di Henneberg              | Berta di Putelendorf                           |  |  |       |  |  |                                       |  |  |                                      |  |
|                                      |                                        | Irmengarda di Henneberg              |                                                |  |  |       |  |  |                                       |  |  |                                      |  |